# Lee (Florida)
Lee es un pueblo ubicado en el condado de Madison en el estado estadounidense de Florida. En el Censo de 2010 tenía una población de 352 habitantes y una densidad poblacional de 56,63 personas por km².

## Geografía
Lee se encuentra ubicado en las coordenadas 30°24′53″N 83°18′17″O / 30.41472, -83.30472. Según la Oficina del Censo de los Estados Unidos, Lee tiene una superficie total de 6.22 km², de la cual 6.22 km² corresponden a tierra firme y (0%) 0 km² es agua.

## Demografía
Según el censo de 2010, había 352 personas residiendo en Lee. La densidad de población era de 56,63 hab./km². De los 352 habitantes, Lee estaba compuesto por el 80.11% blancos, el 7.67% eran afroamericanos, el 0.85% eran amerindios, el 0.85% eran asiáticos, el 0% eran isleños del Pacífico, el 7.39% eran de otras razas y el 3.13% pertenecían a dos o más razas. Del total de la población el 13.07% eran hispanos o latinos de cualquier raza.